# 88 (neonazismo)

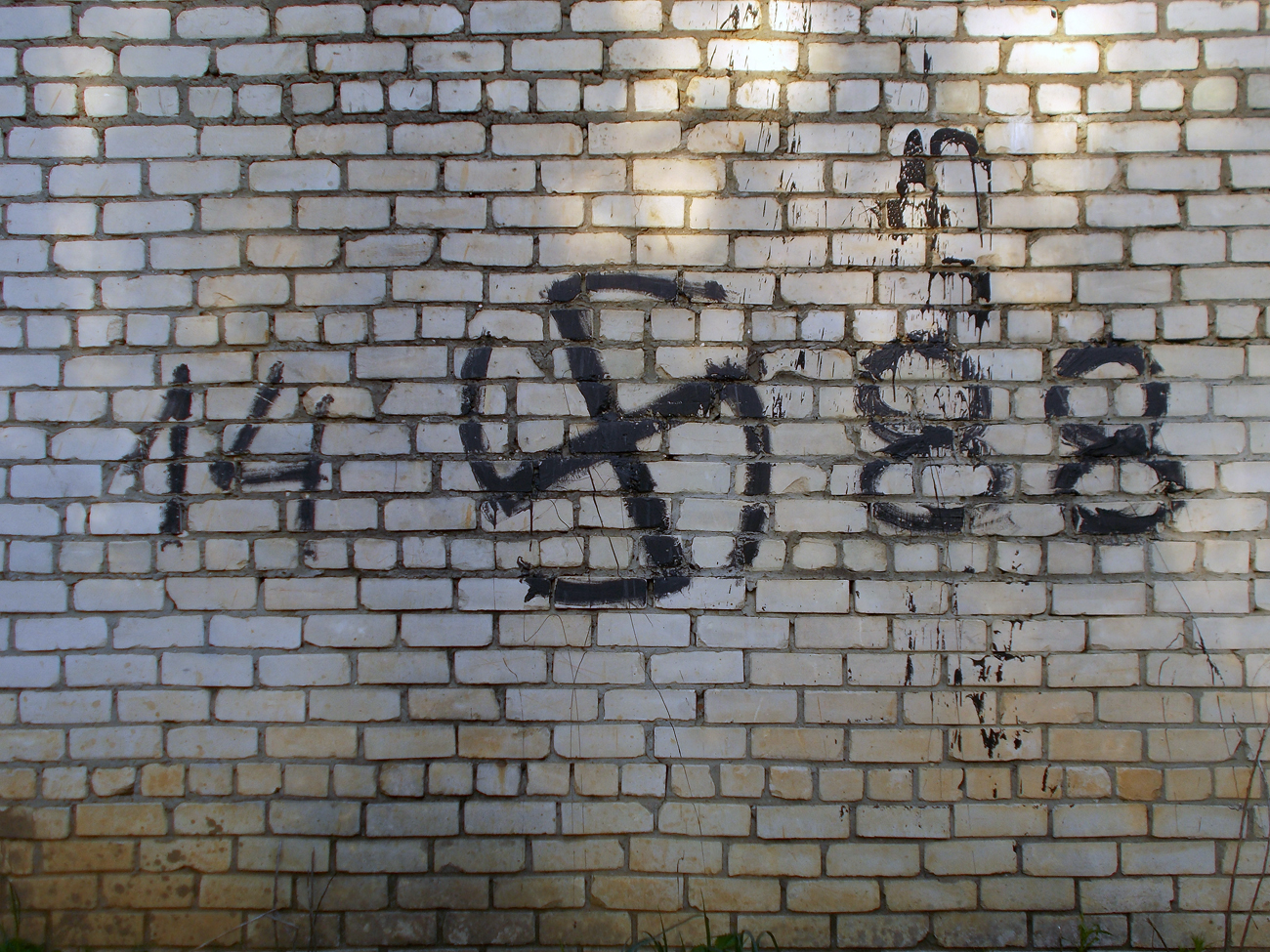
Graffito con svastica e numeri 14 e 88 disegnato su un muro a Ėlektrostal'

Il numero 88 viene usato dai gruppi neonazisti come saluto non evidente (di tipo iniziatico) inneggiante a Adolf Hitler.
La lettera H è l'ottava lettera dell'alfabeto e quindi 88 ha il valore di HH, che sarebbe l'abbreviazione di Heil Hitler, il saluto nazista.

## Utilizzi del numero e divieti
Spesso, questo numero è associato al numero 14, ad es. 14/88, 14-88 o 1488; che simboleggia le Quattordici parole coniate da David Lane, un suprematista bianco e utilizzato nei titoli di canzoni di gruppi rock di ispirazione nazista, come  "88 Rock 'n' Roll Band" dei Landser e nei nomi di organizzazioni neonaziste come l'inglese Colonna 88 e la neozelandese Unità 88, ora disciolte.
L'inserimento di questo numero è vietato sulle targhe automobilistiche austriache.
Nel 2014 a seguito di proteste, è stata fermata la vendita del detersivo Ariel in Germania, la cui confezione includeva una maglia bianca con il numero 88, e l'industria produttrice del detersivo, la Procter & Gamble si è pubblicamente scusata per il non voluto riferimento nazista presente nel pacchetto.
In Italia, in ambito calcistico, ha fatto scalpore, sollevando critiche, ma anche acclamazioni da tifoserie orientate verso posizioni di destra estrema,  l'aver indossato magliette col numero 88 da parte di Mateusz Praszelik, Gigi Buffon e Marco Borriello, che a seguito delle polemiche smentirono di avere simpatie verso l'ultra destra.
Il 27 giugno del 2023, il Governo italiano è intervenuto con un provvedimento del Ministero dell'interno, proibendo ai calciatori l'utilizzo del numero di maglia 88 dall'anno calcistico successivo.